# 本庄水管橋
本庄水管橋（ほんじょう すいかんきょう）は、かつて大阪市北区豊崎と淀川区西中島間を結び、淀川に架かっていた大阪市水道局の水管橋。淀川右岸にある柴島浄水場から淀川左岸の大阪市の都心部へ送水する配水幹線として運用するため、1911年（明治44年）に架設された。
橋長296m、スパン36m、8径間の鋼単純プラットトラス橋には、口径42インチ（1,067mm）と口径45インチ（1,143mm）の2条の大口径鋼管が添架されていた。橋脚は高さ15.4mのレンガ積躯体で、その上に高さ4.6mの鋼製トラスが設置されていた。添架されていた鋼管は、明治時代後期に国内で製造され始めたばかりのリベット接合鋼管であり、それぞれの鋼管はフランジ接合されていた。
水管橋の北端が淀川の流水部で突然途切れているように見えたのは、1971年（昭和46年）に淀川の治水計画が見直され河川幅が120mから300mに拡大されたことから、高水敷にあった右岸側の橋台が流水部分とされたためである。2005年（平成17年）に下流側に河底横断シールドトンネルで新たな水道管路が開設されたことから、本庄水管橋は運用を休止し、2017年（平成29年）より上部工・下部工（A2橋台）の撤去工事が進められている。
本水管橋は、土木学会選奨土木遺産のランクBに登録されていた。

## 周辺
- 新淀川大橋：国道423号（新御堂筋） - 上流側の橋
- 新淀川橋梁：阪急神戸本線・阪急宝塚本線・阪急京都本線 - 下流側の橋

## 位置情報
- 淀川河口より8.2km[5]